# Política de Mauritania

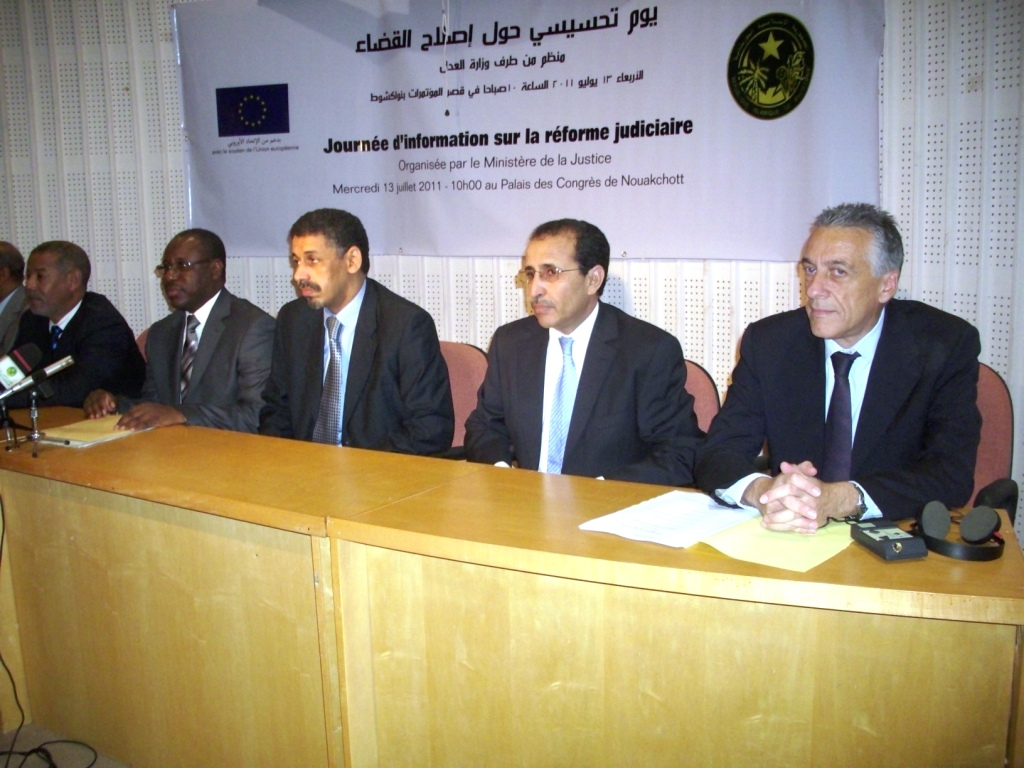
Funcionarios mauritanos y de la UE asisten al Día de Información sobre la Reforma Judicial en Nuakchot el 13 de julio.

Desde 2017 el poder legislativo está basado en un sistema unicameral, residiendo en la Asamblea Nacional.
La Constitución de Mauritania denomina al país como República islámica bajo un sistema semipresidencialista y fue aprobada
en referéndum el 12 de julio de 1991.
El Presidente de la República es elegido por sufragio universal para un periodo de seis años y ostenta la Jefatura del Estado, así como parte del poder ejecutivo, compartido con el primer ministro a quien elige.
El poder legislativo está basado en un sistema bicameral, residiendo en una Asamblea Nacional y un Senado. La
Asamblea Nacional está integrada por 79 diputados, elegidos por sufragio universal y 
directo por un periodo de cinco años. Tiene poder sobre el ejecutivo a través de la moción de censura y la cuestión de confianza. El Senado está formado por 56 miembros, elegidos entre un grupo de posibles candidatos y se renueva por tercios cada dos años. El Presidente del Senado sustituye en la Jefatura del Estado al Presidente de la República.
En junio de 2006 se reformó el texto constitucional con los siguientes objetivos: se limitó al Presidente a dos mandatos consecutivos, estableciendo la imposibilidad de un tercer mandato; se redujo el tiempo de cada periodo presidencial de siete a cinco años y se impuso como límite de edad del Presidente 75 años, pasando a 95 el número de escaños de la Asamblea Nacional.

## Golpe de Estado
El 3 de agosto de 2005, un grupo numeroso de militares, incluyendo miembros de la Guardia Presidencial, obtuvieron el control de diferentes puntos estratégicos de la capital del país en lo que fue un golpe de Estado triunfante contra el gobierno del Presidente Maaouya Ould Sid'Ahmed Taya, mientras asistía a los funerales de estado en Arabia Saudita por la muerte del Rey Fahd, constituyendo un autodenominado Consejo Militar para la Justicia y la Democracia, nombrando al Jefe de la Policía Nacional, Ely Ould Mohamed Vall como nuevo presidente del país. La Unión Europea y Estados Unidos condenaron el golpe militar y exigieron el restablecimeinto de la constitución. La OUA expulsó sine die a Mauritania de su seno. El presidente derrocado se encuentra en Níger de manera provisional. El 7 de agosto se disolvió el Parlamento y se anunció un referéndum constitucional para dentro de un año. El Gobierno legítimo dimitió por ser contrario al golpe, siendo nombrado como nuevo Primer ministro el embajador de Mauritania en Francia, Sidi Mohamed Uld Bubakaral, al tiempo que el nuevo régimen puso en libertad a 21 islamistas acusados de pertenencia al Grupo Salafista para la Predicación y el Combate, organización terrorista islámica argelina vinculada a Al Qaeda.
El 3 de septiembre de 2005, en conmemoración del primer mes después de asumir el poder, el Consejo Militar aprobó la amnistía y excarcelación de todos los militares y civiles implicados en intentos de golpe de Estado en 2003 y 2004, así como a otros 108 presos detenidos y condenados por ser considerados radicales islámicos, entre ellos al expresidente Mohamed Khouna Ould Haidalla.

## Consolidación del régimen
El 8 de noviembre el presidente Ould Mohamed comunicó su interés por permitir de nuevo las emisiones de Radio Francia Internacional tras las denuncias de la ONG Reporteros Sin Fronteras sobre la opacidad de la información en el interior del país desde el golpe de Estado. Para ello modificó la Ley de Prensa que impedía cualquier crítica al islam. El primer ministro Ould Boubacar fijó en una intervención televisada el día 11 de noviembre como momento para unas elecciones libres la fecha del 11 de marzo de 2007, con el compromiso de que ningún miembro del actual gobierno podrá participar en el proceso electoral. Además anunció un referéndum para la reforma de la vigente Constitución para el 24 de junio de 2006, elecciones municipales y parcialmente legislativas para el 19 de noviembre del mismo año y del Senado para el 21 de enero de 2007. Para todo el proceso se invitó a distintos partidos políticos y organizaciones civiles, incluyendo una comisión de quince miembros independientes, que velarían por la limpieza del procedimiento.
Después de que el presidente anunciase un programna democratizador, el Club de Madrid
>, integrado por antiguos jefes de Estado y de Gobierno para ayudar a los países en transición a la democracia, a petición del gobierno español, decidió en febrero de 2006 comisionar a Kim Campbell, ex primera ministra canadiense, y Cassam Uteem, expresidente de Mauricio para explorar las posibilidades de colaboración con las nuevas autoridades. Formalmente, la Unión Europea acordó en su reunión de embajadores el 17 de mayo de 2006, siguiendo un informe del International Crisis Group, reanudar la cooperación oficial con el régimen mauritano tras haber constatado "compormisos de democratización". Después de colaborar para elaborar un censo fidedigno de cara al referéndum constitucional y a pesar de haber sido impedido el acceso a varias ONGs para verificar la limpieza electoral, el 25 de junio se celebró la consulta con una amplia participación y la aprobación del texto de las reformas constitucionales.

## Gobierno de la Junta Militar
Desde el 9 de agosto de 2005 hasta el 19 de abril de 2007, el Gobierno de transición fue:
- Primer Ministro: Sidi Mohamed OULD BOUBACAR.

- Ministro de Asuntos Exteriores y de Cooperación: Ahmed Ould Sid Ahmed.
- Ministro de Justicia: Mahfoudh OULD BETTAR
- Ministro del Interior y Comunicaciones: Mohamed Ahmed Ould Mohamed Lemine
- Ministro de Hacienda: Abdallahi OULD SOULEYMANE OULD CHEIKH SIDIYA
- Ministro de Asuntos económicos y de Desarrollo: Mohamed OULD ABED
- Ministro de Pesca: Sidi MOHAMED OULD SIDINA
- Ministro de Equipamientos Públicos y Transporte: Ba IBRAHIMA DEMBA
- Ministra de Cultura, Juventud y Deporte: Mehla MINT AHMED
- Ministro de Comercio, Artesanía y Turismo: Ba ABDERRAHMANE
- Ministro de Energía y Petróleo: Mohamed ALI OULD SIDI MOHAMED
- Ministro de Infraestructuras Hidráulicas: Ely OULD AHMEDOU
- Ministro de Minería e Industria: Mohamed OULD ISMAIL OULD ABEIDNA
- Ministro de Agricultura y Desarrollo Rural: Gandega SILLY
- Ministro de Ciencias y Enseñanza Superior: Nagi OULD MOHAMED MAHMOUD
- Ministro de Educación Primaria y Secundaria: Cheikh AHMED OULD SID AHMED
- Ministro de Función Pública y Trabajo: Mohamed OULD AHMED OULD JIK
- Ministro de Sanidad y Asuntos Sociales: Sadna OULD BOUHAIDA
- Ministro a cargo de la Alfabetización y Orientazión Islámica: Yahya Uld Sid'El Mustafá
- Ministro de Comunicaciones: Cheikh OULD EBBE

## Transición democrática
En 2006 se celebraron elecciones legislativas y municipales, con la renovación de la Asamblea Nacional de Mauritania. En 2007 tuvieron lugar las elecciones presidenciales, donde obtuvo la victoria Sidi Uld Cheij Abdallahi, relevando a Ould Mohamed Vall el 19 de abril, y nombrando como nuevo primer ministro a Zeine Ould Zeidane.

### Gobierno mauritano en ejercicio
Desde el 19 de abril de 2007, y tras las elecciones presidenciales, el presidente es Sidi Uld Cheij Abdallahi y el primer ministro Zeine Ould Zeidane.
En agosto de 2007 el Parlamento de Mauritania aprobó por unanimidad un decreto del Presidente que penalizaba la esclavitud con hasta 10 años de prisión. Su práctica estaba prohibida, pero no penalizada, desde 1981. La organización mauritana SOS Esclaves se manifestó satisfecha con la decisión al tiempo que indicaba que había más de 600.000 esclavos en Mauritania, un 20 por ciento de la población del país.